# Wacker Fürstenwalde
Der FSV Wacker Fürstenwalde e.V. war ein deutscher Fußballverein aus Fürstenwalde/Spree im heutigen Landkreis Oder-Spree, der von 1923 bis 2002 existierte. Der Club stand in der Tradition der BSG Chemie Fürstenwalde bzw. der BSG Pneumant Fürstenwalde. Heute wird der Name durch eine Fürstenwalder Amateurmannschaft benutzt, welche als 1. FC Wacker Fürstenwalde antritt. Am 12. Juni 2002 fusionierte Wacker mit der SG Union 1919 Fürstenwalde e.V. zum FSV Union Fürstenwalde e.V., welcher heute in der Regionalliga Nordost spielt.

## Verein
Der FC Wacker 1923 Fürstenwalde agierte im Brandenburger Fußball bis 1945 stets unterklassig. Teilnahmen an den Endrunden des Verbandes Brandenburgischer Ballspielvereine beziehungsweise der Gauliga Berlin-Brandenburg fanden nicht statt.
1945 wurde der Club aufgelöst und im Jahr 1949 als BSG DEKA Fürstenwalde neu gegründet. In der Folgezeit vollzog die BSG ab 1951 mit dem Einstieg der Sportvereinigung Chemie sowie des Trägerbetriebes Pneumant erneute Umbenennungen in BSG Chemie Fürstenwalde sowie BSG Pneumant Fürstenwalde (1970).
Auf sportlicher Ebene war Chemie/Pneumant Fürstenwalde ab 1953 fast durchweg in der dritt- bzw. viertklassigen Bezirksliga Frankfurt vertreten. Bestes Ergebnis war die 1961/62 vor Turbine Finkenheerd gewonnene Vizemeisterschaft, in der Chemie Fürstenwalde hinter der zweiten Vertretung von Stahl Eisenhüttenstadt nur knapp am möglichen Aufstieg zur II. DDR-Liga scheiterte. In den Spielzeiten 1954/55 und 1958 nahmen die Brandenburger am FDGB-Pokal teil, in dem die Chemie nach einem Qualifikationssieg über die SG Nordring jeweils an Motor Süd Brandenburg sowie Lichtenberg 47 scheiterte. Anfang der siebziger Jahre fiel Pneumant Fürstenwalde mit der Versetzung von Dynamo Frankfurt zur TSG Fürstenwalde, und der anschließenden Gründung der SG Dynamo Fürstenwalde, deutlich hinter dem Lokalrivalen zurück. Ein Aufstieg zur DDR-Liga gelang nicht mehr.
Nach der Wende vollzog die Fußballabteilung eine Herauslösung aus der BSG Pneumant und nannte sich vorerst FSV Fürstenwalde, ab 1996 dann FSV Wacker Fürstenwalde. Der FSV Fürstenwalde war bis 1996 noch einmal fünf Spielzeiten in der Verbandsliga Brandenburg vertreten. Im Jahr 2002 fusionierte der Club mit dem unterklassig spielenden Dynamo-Nachfolger SG Union 1919 Fürstenwalde zum FSV Union Fürstenwalde, der die Verbandsliga-Lizenz des FSV Wacker übernahm. 
In der Gaselan-Liga, eine Amateurfußballliga im Raum Fürstenwalde, spielt eine Mannschaft unter dem Namen Wacker Fürstenwalde.

## Namenshistorie
| Datum | Voller Name                                            | Kurzname                    |
| ----- | ------------------------------------------------------ | --------------------------- |
| 1923  | Sportclub Union Oberschöneweide/Abteilung Fürstenwalde | FC Wacker 1923 Fürstenwalde |
| 1933  | Fußballclub 1919 Fürstenwalde                          | FC 1919 Fürstenwalde        |
| 1949  | Betriebssportgemeinschaft DEKA Fürstenwalde            | BSG DEKA Fürstenwalde       |
| 1951  | Betriebssportgemeinschaft Chemie Fürstenwalde          | BSG Chemie Fürstenwalde     |
| 1970  | Betriebssportgemeinschaft Pneumant Fürstenwalde        | BSG Pneumant Fürstenwalde   |
| 1990  | Fußballsportgemeinschaft Fürstenwalde                  | FSV Fürstenwalde            |
| 1996  | Fußballsportgemeinschaft Wacker Fürstenwalde           | FSV Wacker Fürstenwalde     |
| 2002  | Fußballsportverein Union Fürstenwalde                  | FSV Union Fürstenwalde      |

## Statistik
- Teilnahme FDGB-Pokal: 1954/55 (1. HR), 1958 (2. QR)
- Teilnahme Bezirksliga Frankfurt: 1953/54 bis 1957, 1959 bis 1967/68, 1969/70, 1972/73 bis 1980/81, 1982/83, 1986/87, 1987/88,
- Teilnahme Verbandsliga Brandenburg: 1991/92 bis 1995/96, 1998/99 bis 2001/02